# Distrito de Baradères
El distrito de Baradères (en francés arrondissement de Baradères; y en criollo haitiano: awondisman Baradè) es una división administrativa haitiana, que está situada en el departamento de Nippes.

## División territorial
Está formado por el reagrupamiento de dos comunas:
- Baradères
- Grand-Boucan